# ZIM-America-Klasse
Die ZIM-America-Klasse war eine Bauserie von sieben Containermotorschiffen  der israelischen Reederei Zim Integrated Shipping Services (ZIM). Das Typschiff der ZIM-Einheiten erlangte große Bekanntheit als Rena, nachdem es am 5. Oktober 2011 auf dem Weg von Napier nach Tauranga an der Ostküste der neuseeländischen Nordinsel auf das etwa 20 km vor Tauranga in der Bay Of Plenty liegende Astrolabe Reef auflief.

## Beschreibung
Die Schiffsaufbauten waren etwa auf vier Fünftel der Länge achtern angeordnet. Die Schiffe verfügten über sieben Laderäume, von denen sechs vor und einer hinter dem Deckshaus lagen. Verschlossen wurden die Laderäume von Pontonlukendeckeln. Die Containerkapazität lag bei 2803 TEU, es konnten 121 herkömmliche Kühlcontainer versorgt werden.
Die Schiffe erhielten Cegielski-Sulzer-Hauptmotoren vom Typ 8RTA76. Der Motor wirkte direkt auf einen Festpropeller und verhalf den Schiffen zu einer Geschwindigkeit von 21 Knoten. Daneben trieb er einen Wellengenerator an. Die An- und Ablegemanöver wurden durch ein Bugstrahlruder unterstützt.

## Die Schiffe
Der Grundentwurf ging auf die beiden Hapag-Lloyd-Schiffe der Bonn-Express-Klasse zurück. Die ZIM-Serie begann mit der ZIM America, es folgten die Schiffe ZIM Canada, ZIM Italia, ZIM Korea, ZIM Japan, ZIM Hong Kong und ZIM Israel. Die sieben Schiffe der ZIM-America-Klasse wurden bei der Howaldtswerke-Deutsche Werft in Kiel gebaut und in den Jahren 1990 bis 1992 in Betrieb genommen. Sie gehörten mit Vor- und Nachbauten zu einer zwischen 1989 und 1993 hergestellten Baureihe dieses Schiffstyps, der insgesamt neunzehn Einheiten umfasste.
Drei ähnliche, aber etwas herkömmlicher entworfene Schiffe des Typs erhielt 1989/90 die chinesische Reederei COSCO, Min He, Dong He und Gao He. Diese drei Schiffe erhielten ebenfalls Cegielski/Sulzer-Hauptmotoren. 1992/93 kam abschließend eine weitere Serie der Reedereien DSR-Senator und Choyang in Fahrt: St. Petersburg Senator, Choyang Volga, Hamburg Senator und Sovcomflot Senator. Innerhalb dieser Serie, die teilweise ebenfalls über eine sichtoptimierte Brücke anderer Formgebung und ein Freifallrettungsboot verfügte, wurden Hauptmotoren des Typs Bremer Vulkan/Sulzer 7 L 80 MC verbaut.
| ZIM America   | 247 | 8806802 | 4. Oktober 1989 - 1. April 1990      | 2007 → Andaman Sea, 2007 → ZIM America, 2007 → Andaman Sea, 2010 → Rena | Am 5. Oktober 2011 vor Neuseeland gestrandet, Totalverlust   |
| ZIM Canada    | 248 | 8806814 | - 1. Oktober 1990                    | China Star (2010)                                                       | ab 28. September 2015 in Alang verschrottet                  |
| ZIM Italia    | 256 | 8806785 | - 1. Februar 1991                    | Italia (2010)                                                           | 2013 in Chittagong abgewrackt                                |
| ZIM Korea     | 257 | 8806797 | 17. September 1990 - 1. Februar 1991 | Dubai Star (2010)                                                       | 2015 in Alang abgewrackt                                     |
| ZIM Japan     | 262 | 8906731 | 12. März 1991 - 1. Dezember 1991     | Japan Sea (2004) → ZIM Japan (2004) → Japan Sea (2007) → Karmen (2010)  | Am 21. August 2016 in Chittagong zum Verschrotten gestrandet |
| ZIM Hong Kong | 263 | 8906743 | 16. April 1991 - 1. Februar 1992     | Marina (2011) → Arina (2017)                                            | 2017 in Alang abgewrackt                                     |
| ZIM Israel    | 264 | 8906755 | 1. November 1991 - 1. August 1992    | Konstantina (2010)                                                      | 2014 in Alang abgewrackt                                     |